# Mojo Nixon

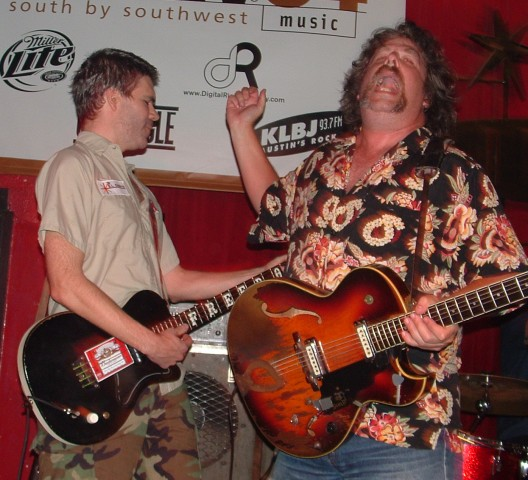
Nixon (rechts) tijdens South by Southwest in 2004

Mojo Nixon, echte naam Neill Kirby McMillan jr. (Chapel Hill (North Carolina), 2 augustus 1957 – San Juan (Puerto Rico), 7 februari 2024), was een Amerikaans psychobillyzanger en acteur.

## Loopbaan
Geïnspireerd door George Thorogood besloot Mojo Nixon in 1980 zanger en gitarist te worden. Hij speelde aanvankelijk in de punkband Zebra 123 in Denver. Hij verhuisde in 1981 naar San Diego en werkte vanaf 1983 samen met multi-instrumentalist Skid Roper. Samen brachten ze in 1985 het album Mojo Nixon and Skid Roper en de single Jesus at McDonald's uit. Met het nummer Elvis Is Everywhere uit 1987 trokken ze de aandacht van MTV en kregen ze bekendheid, onder meer door een optreden in The Arsenio Hall Show. Het nummer Debbie Gibson Is Pregnant with My Two-Headed Love Child uit 1989 gaf het duo een eerste notering in de hitlijsten van Billboard.
Nadat de samenwerking met Roper in 1989 verbroken werd, ging Nixon alleen verder. Zijn eerste solo-album Otis zorgde in 1990 voor controverse met nummers als Destroy All Lawyers en Don Henley Must Die. Don Henley kon het laatste nummer wel waarderen, en zong het samen met Nixon tijdens een optreden in Austin in 1992.
In 1989 maakte Nixon zijn acteerdebuut. Hij had de rol van drummer J.M. Van Eaton in de film Great Balls of Fire! (over het leven van Jerry Lee Lewis). Later was hij te zien als Toad in Super Mario Bros. (1993). Als muzikant werkte hij in de jaren 1990 samen met Jello Biafra, The Beat Farmers, Dave Alvin en anderen. Hij werkte als diskjockey en als columnist en gaf actieve steun aan de poging van Kinky Friedman om gouverneur van Texas te worden.

## Privéleven
Mojo Nixon was getrouwd en had twee kinderen. Hij stierf op 66-jarige leeftijd aan een hartaanval aan boord van een cruiseschip waarop het jaarlijkse muziekfestijn Outlaw Country Cruise werd gehouden. Nixon trad hierbij op als presentator en zanger.

## Discografie
Met Skid Roper
- Mojo Nixon and Skid Roper (1985)
- Get Out of My Way! (1986)
- Frenzy (1986)
- Bo-Day-Shus!!! (1987)
- Root Hog or Die (1989)
- Unlimited Everything (1990)

Solo
- Otis (1990)
- Whereabouts Unknown (1995)
- Whiskey Rebellion (2009)

Mojo Nixon and the Toadliquors
- Horny Holidays! (1992)
- Prairie Home Invasion (met Jello Biafra) (1994)
- The Real Sock Ray Blue! (1999)

## Filmografie
- Great Balls of Fire! (1989) – J.M. Van Eaton
- Rock 'n' Roll High School Forever (1990) – Spirit of Rock 'n' Roll
- Super Mario Bros. (1993) – Toad
- Car 54, Where Are You? (1994) – straatpredikant
- Raney (1997) – Sneeds Perry
- Die Wholesale (1998)
- Buttcrack (1998) – prediker Bob
- A Four Course Meal (2006) – barman

- Bibliothèque nationale de France: cb139338747 (data)
- Gemeinsame Normdatei: 134896262
- International Standard Name Identifier: 0000 0000 7365 3150
- Library of Congress Control Number: n91117580
- MusicBrainz: 51c97459-9a39-413b-9aef-9dc36e97e615
- Nationale Bibliotheek van Tsjechië: xx0214436
- Virtual International Authority File: 37105407
- WorldCat: E39PBJjmMBKMCJxFccYFVWVgrq